# Journal de la création
Journal de la création est une œuvre à la fois essayistique et diariste de la romancière canadienne Nancy Huston. Publié en 1990 à Paris aux éditions du Seuil, il est composé d’entrées datées du 12 février au 26 juillet 1988, période qui correspond aux six derniers mois de la seconde grossesse de l'auteure. Le livre prend fin au moment de l’accouchement.

## Résumé
Cet essai autobiographique porte sur les rapports entre la procréation et la création. Nancy Huston y fait le double récit de sa propre expérience à cet égard et de celles d’autres femmes, à partir d’études biographiques extrêmement documentées de la vie de couples d’artistes (écrivains, peintres, philosophes) célèbres. La chronique de sa grossesse, rythmée par ses événements organiques et psychiques, entre donc en dialogue avec le récit de ces destins en ce qu’ils incarnent ou non l’impossibilité, pour la femme, d’être à la fois mère et créatrice. 
L’auteure convoque notamment les vies de Zelda et Scott Fitzgerald, George Sand et Alfred de Musset, Elizabeth Barrett et Robert Browning, Virginia Woolf et Leonard Woolf, Simone de Beauvoir et Jean-Paul Sartre, Héloïse et Abélard, Sylvia Plath et Ted Hughes, Colette Peignot et Georges Bataille, Unica Zürn et Hans Bellmer, la peintre israélienne Myriam Bat-Yosef et son époux. Elle réfléchit aussi à la pensée et à la vie d’autres intellectuelles (notamment Simone Weil, Emma Santos et Monique Wittig).
Journal de la création est pour l’essentiel un essai où Nancy Huston fait une critique du rapport entre le corps, la sexualité et l’écriture, en passant par la déconstruction des stéréotypes, la relecture d’une série de mythes (celui de Pygmalion notamment) et une critique des positions féministes des années 1970 et 1980. C’est aussi une réflexion performative sur les conditions de possibilité, les critères et les limites d’un rapport féminin à l’écriture, c'est-à-dire de la pratique d’une « écriture féminine ».

## Éditions
- Éditions Actes Sud, collection Babel, no 470.